# AUI (langue)
Pour les articles homonymes, voir AUI.

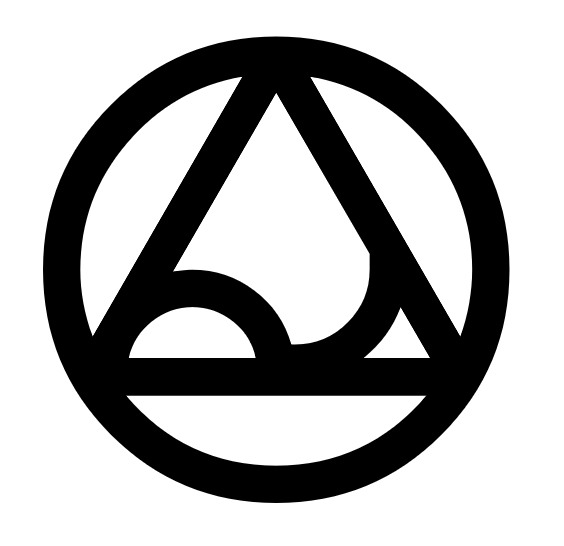
aUI

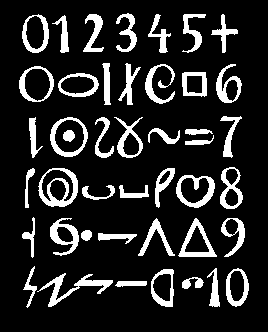
Alphabet aUI

aUI est une langue construite à vocation interplanétaire visant à pouvoir être comprise par des extraterrestres, et basée sur 32 symboles.
C'est une langue dite a priori, c'est-à-dire une langue dont le vocabulaire n'est pas dérivé d'une ou de langues existantes.
Créée en 1950 par W. John Weilgart, cette langue est surtout un essai philosophique. Il existe un lexique de 3000 mots, mais pas vraiment de texte écrit dans cette langue.

## Histoire
La première apparition de l'aUI est une publication de 1962 "aUI: The Language of Space: Pentecostal Logos of Love & Peace", cette langue y est décrite par Weilgart comme parfaitement logique et rationnelle.
John W. Weilgart, un psychiatre de l'Iowa, d'origine autrichienne affirmait l'avoir apprise d'un être venu de l'espace. Le mot "aUI" signifie (en aUI) "esprit-espace-son". D'autres livres du même auteur analysant son langage plus profondément : "aUI: The Language of Space: For the First Time Represented and Adapted to the Needs of This Planet" (1967) et "Cosmic Elements of Meaning: Symbols of the Spirit's Life: A Cosmology for Mankind's Survival in the Atomic Age of Space" (1975).

## Caractéristiques
L'aUI possède 42 phonèmes (incluant des voyelles nasalisées pour les nombres), chacun ayant un sens associé :
- a : 'espace'
- e : 'mouvement'
- i : 'lumière'
- u : 'humain'
- o : 'vie'
- y (prononcé comme le ü de l'allemand fünf): 'négatif'
- q (prononcé comme le eu de jeune): 'condition'
- A (a grave): 'temps'
- E (e grave): 'chose'
- I (prononcé comme le ee de l'anglais sleep): 'son'
- U (ou): 'esprit'
- O : 'sentiment'

- a* : 1 (son court et nasal)
- e* : 2
- i* : 3
- u* : 4
- o* : 5
- A* : 6
- E* : 7
- I* : 8
- U* : 9
- O* : 10
- y* : 0

- b : 'ensemble'
- c (sh) : 'être'
- d : 'à travers'
- f : 'ceci'
- g : 'dans'
- h : 'question'
- j : 'égal'
- k : 'sur'
- l : 'autour'
- m : 'qualité'
- n : 'quantité'
- p : 'avant'
- r : 'positif'
- s : 'chose'
- t : 'vers'
- v : 'actif'
- w : 'puissance'
- x : 'relation'
- z : 'partie'

Le langage se veut d'être intuitif : le b se prononce avec les lèvres jointes et signifie ensemble, le i court est aigu et est le son qui possède la plus haute fréquence : il signifie "lumière", alors que le I long signifie "son" car le son voyage plus lentement que la lumière…
Chaque phonème possède également un caractère qui représente son sens. Le symbole pour a, signifiant "espace" est un cercle pour entourer un espace libre. Le symbole pour e, signifiant "mouvement" est une spirale. Le symbole pour u, signifiant "humain" suggère deux jambes. Le symbole pour o, signifiant "vie" est une feuille, qui représente la photosynthèse, qui forme la base de la vie…Involontairement, ce langage s'apparente à la symbolique des lettres, dans l'alchimie ou la Kabbale, symbolique qui fonde la langue des oiseaux.